# Bohayella exiguura
Bohayella exiguura är en stekelart som först beskrevs av Trevor Huddleston och Walker 1988.  Bohayella exiguura ingår i släktet Bohayella och familjen bracksteklar. Inga underarter finns listade.